# Region Graz (Diözese Graz-Seckau)
Die Region Graz ist eine von acht Regionen der Diözese Graz-Seckau. 2021 wurden die Dekanate aufgelöst und die Pfarren den neu entstandenen Seelsorgeräumen und Regionen zugeteilt.

## Seelsorgeraum Graz-Mitte
| Pfarre / Seelsorgeeinheit                                                  | Seit                                                    | Patrozinium | Kirchen, Seelsorgestellen | Bild                                  |
| -------------------------------------------------------------------------- | ------------------------------------------------------- | --- | --- | ------------------------------------- |
| Krankenhausseelsorge Albert-Schweitzer-Klinik und Albert-Schweitzer-Hospiz |                                                         | | |                                       |
| Krankenhausseelsorge Barmherzige Brüder Marschallgasse                     | (1615 Stiftung d. Barmh. Brüder, Kirche erb. 1636)      | Mariä Verkündigung, 25. März                                                                                             | Kirche Mariä Verkündigung (Barmherzigenkirche, Garnisonskirche) | Barmherzigkeitskirche, Graz-Lend      |
| Pfarre Graz-Dom (Dompfarre)                                                | 1786 (err., alte Pfarrk. gen. 1174, Ki. erb. 1449–1462) | Hl. Ägidius, 1. September                                                                                                | Kathedrale und Bischofskirche Graz-Seckau, Pfarrkirche Graz-Dom (Grazer Dom) Kirchen: Hl. Katharina im Mausoleum Kaiser Ferdinands II., Hl. Antonius von Padua Messkapellen: Bischöfliche Hauskapelle Hlgst. Dreifaltigkeit, Hl. Barbara im Domherrenhof, Unbefleckte Empfängnis im Priesterseminar Kapelle: Kapelle im John Ogilvie Haus Kapellen im Dom: Barbarakapelle, Friedrichskapelle, Romualdkapelle | Grazer Dom                            |
| Pfarre Graz-Herz Jesu                                                      | 1902 (err., provisorisch 1891)                          | Heiligstes Herz Jesu, Freitag nach der Fronleichnamsoktav                                                                | Pfarrkirche Graz-Herz Jesu | Pfarrkirche Herz Jesu, Graz           |
| Pfarre Graz-Karlau                                                         | 1788 (err., Pfarrk. erb. 1756, Lokalie 1786)            | Hlgst. Dreifaltigkeit, Dreifaltigkeitssonntag                                                                            | Pfarrkirche Graz-Karlau Messkapellen: Hl. Thomas in der Justizanstalt, Kapelle im Aloisianum | Pfarrkirche Graz-Karlau               |
| Pfarre Graz-Mariä Himmelfahrt                                              | 1783 (err., Pfarrk. erb. um 1253)                       | Mariä Himmelfahrt, 15. August                                                                                            | Pfarrkirche Graz-Mariä Himmelfahrt (Franziskanerkirche) Kirche: Ss. Trinitatis bei den Franziskanerinnen in der Sackstraße Messkapellen: Hl. Jakobus im Kreuzgang des Franziskanerklosters, Hl. Johannes Baptist im Joanneum Kapellen im Franziskanerkloster: Josefskapelle, Antoniuskapelle | Franziskanerkirche, Graz Innere Stadt |
| Pfarre Graz-Münzgraben                                                     | 1783 (err., alte Pfarrk. erb. 1673)                     | Unbeflecktes Herz Mariens, Tag nach dem Herz-Jesu-Fest (Anb. Nacht auf den ersten Samstag im Monat, Kirchw. 31. Oktober) | Pfarrkirche Graz-Münzgraben (Fatimakirche) Messkapellen: Heiligstes Herz Jesu im Sacré-Coeur, Kapelle zum hl. Benedikt im Studentenheim des Benediktinerstiftes Admont |                                       |
| Pfarre Graz-Mariahilf                                                      | 1783 (err., Pfarrk. erb. 1611)                          | Mariahilf, 25. März | Pfarrkirche Graz-Mariä MariahilfMesskapellen: Schatzkammerkapelle Mariahilf im Kreuzgang des Klosters, Taufkapelle (Triebenegg’sche Gruftkapelle) zum Hl. Bonaventura in der Sakristei der Mariahilferkirche, Loretokapelle in der Barmherzigenkirche, Kapelle zum hl. Rafael im Krankenhaus der Barmherzigen Brüder                                                                                         | Mariahilfer Kirche, Graz-Lend         |
| Pfarre Graz-St. Andrä                                                      | 1783 (alte Pfk. gen. 1340)                              | Hl. Andreas, 30. November                                                                                                | Pfarrkirche Graz-St. Andrä Filialkirche: Graz-St. Lukas (Expositur 1972–1994) | Andräkirche, Graz-Gries               |
| Pfarre Graz-St. Josef                                                      | 1908 (err.)                                             | Hl. Josef, 19. März | Pfarrkirche Graz-St. Josef Messkapellen: Hl. Kreuz im Landesgerichtlichen Gefangenenhaus, Jesus, Erlöser der Welt, im Kolpinghaus, Maria vom Guten Rat in der Familienhelferinnenschule in der Borromäumgasse |                                       |
| Pfarre Graz-Unbefleckte Empfängnis im Krankenhaus der Stadt                | 1905 (err., Lokalie 1731)                               | Unbefleckte Empfängnis, 8. Dezember                                                                                      | Pfarrkirche Graz-Unbefleckte Empfängnis (Altersheimkirche) | Altersheimkirche Graz-Gries           |
| Propstei-, Haupt- und Stadtpfarre Graz-Hl. Blut                            | 1585 (err. als Stadtpfarre, Pfarrk. erb. 1439–1520)     | Hl. Blut, 1. Juli | Propstei-, Haupt- und Stadtpfarrkirche Graz-Hl. Blut Messkapelle: Mariä Himmelfahrt im Landhaus Friedhof: St. Peter Stadtfriedhof | Stadtpfarrkirche Graz                 |

## Seelsorgeraum Graz-Nord
| Pfarre / Seelsorgeeinheit                             | Seit                           | Patrozinium                                | Kirchen, Seelsorgestellen | Bild |
| ----------------------------------------------------- | ------------------------------ | ------------------------------------------ | --- | ---- |
| Krankenhausseelsorge Privatklinik der Kreuzschwestern |                                |                                            | |      |
| Pfarre Graz-Andritz                                   | 1961                           | Hl. Familie, Erster Sonntag nach Weihnacht | Pfarrkirche Graz-Andritz Kirche: St. Ulrich in Ulrichsbrunn |      |
| Pfarre Graz-Christus der Salvator (Salvatorpfarre)    | 1982 (err., Expositur 1967)    | Christus der Salvator, 25. Dezember        | Pfarrkirche Graz-Christus der Salvator Kirchen: St. Josef bei den Karmelitinnen, Maria Schnee bei den Karmeliten Kapellen: Simeon und Hanna im Seniorenzentrum, Magnificat-Kapelle im Haus Carnerigasse 34                                                            |      |
| Pfarre Graz-Graben (Grabenpfarre)                     | 1786 (err., Pfarrk. erb. 1652) | Hl. Johannes der Täufer, 24. Juni          | Pfarrkirche Graz-Graben Kirche: Hl. Kreuz im Kloster der Kreuzschwestern Messkapellen: Mariahilf im Sanatorium der Kreuzschwestern Graz, Unbefleckte Empfängnis im Bischöflichen Seminar, „Kleine Kapelle“ im Bischöflichen Seminar Kapelle: im Kulturzentrum Geidorf |      |
| Pfarre Graz-St. Veit                                  | 1226 (gen.)                    | Hl. Vitus, 15. Juni                        | Pfarrkirche Graz-St. Veit Kirche: Maria Schutz in Kalkleiten |      |

## Seelsorgeraum Graz-Nordwest
| Pfarre / Seelsorgeeinheit                      | Seit                                                             | Patrozinium                            | Kirchen, Seelsorgestellen | Bild |
| ---------------------------------------------- | ---------------------------------------------------------------- | -------------------------------------- | --- | ---- |
| Krankenhausseelsorge LKH Graz II Standort West |                                                                  |                                        | |      |
| Krankenhausseelsorge UKH Graz                  |                                                                  |                                        | |      |
| Pfarre Graz-Gösting                            | 1946 (err.)                                                      | Hl. Anna, 26. Juli                     | Pfarrkirche Graz-Gösting Filialkirche: Christkönig in Raach Messkapellen: Jubiläumskapelle am Robert-Mlekus-Weg, Cholerakapelle Hl. Dreifaltigkeit am Ruinenberg, Burgkapelle in der Ruine Gösting (Hl. Anna), Katholikentagskapelle |      |
| Pfarre Graz-Kalvarienberg                      | 1831 (err., 1659 Ölbergkapelle, Pfarrk. erb. 1668, Lokalie 1786) | Hl. Kreuz (-Auffindung), 14. September | Pfarrkirche Graz-Kalvarienberg Kirche: Hl. Anna bei den Guten Hirtinnen Messkapellen: Dismaskapelle (Aufbahrungskapelle), Mariä Schmerzen auf dem Kalvarienberg, Hl. Magdalena auf dem Kalvarienberg, Kapelle im Haus zur Förderung bewegungsbehinderter Kinder (Mosaik, bei den Guten Hirtinnen)                                         |      |
| Pfarre Graz-Schmerzhafte Mutter (Marienpfarre) | 1939 (err., Pfarrk. erb. 1863)                                   | Schmerzhafte Mutter, 15. September     | Pfarrkirche Graz-Schmerzhafte Mutter Kirche: Unbefleckte Empfängnis beim Mutterhaus der Barmherzigen Schwestern Kapelle: Hauskapelle im Zentralhaus der Lazaristen Messkapellen: Krankenkapelle im Mutterhaus der Barmherzigen Schwestern, Kapelle im Pfarrhaus Mariengasse 31                                                            |      |
| Pfarre Graz-St. Vinzenz                        | 1932 (err., Pfarrk. erb. 1894)                                   | Hl. Vinzenz von Paul, 27. September    | Pfarrkirche Graz-St. Vinzenz Kirche: Franziskanerinnenkirche Unbefleckte Empfängnis Filialkirche: Vierzehn Nothelfer Messkapellen: Johannes von Gott im Juvenat der Barmherzigen Brüder, Schmerzhafte Mutter im Spital der Barmherzigen Brüder, Franziskuskapelle der Schulschwestern, Kapelle des Kirchlichen Vermögensfonds – Eggenberg |      |
| Pfarre Thal                                    | 1322 (gen.)                                                      | Hl. Jakobus der Ältere, 25. Juli       | Pfarrkirche Thal |      |

## Seelsorgeraum Graz-Ost
| Pfarre                                              | Seit                                                    | Patrozinium                                  | Kirchen, Seelsorgestellen | Bild |
| --------------------------------------------------- | ------------------------------------------------------- | -------------------------------------------- | --- | ---- |
| Pfarre Graz-Heiligster Erlöser im Landeskrankenhaus | 1919 (err., Matriken 1785)                              | Hl. Erlöser                                  | Pfarrkirche Graz-Heiligster Erlöser im Landeskrankenhaus Seelsorge: Zentrum für Klinikpersonal Graz, Krankenhausseelsorge am LKH Graz |      |
| Pfarre Graz-Kroisbach                               | 1976 (Expositur 1954)                                   | Mariä Verkündigung, 25. März                 | Pfarrkirche Graz-Kroisbach Messkapelle: Hl. Johannes Nepomuk |      |
| Pfarre Graz-Mariatrost                              | 1786 (err., Pfarrkirche erb. 1719, Basilica minor 1999) | Mariä Geburt, 8. September                   | Pfarr- und Wallfahrtskirche Graz-Mariatrost Filialkirche: St. Josef „im Walde“ in Niederschöckl Messkapellen: Kapelle im kath. Bildungshaus Mariatrost, Gottscheer Gedächtniskapelle |      |
| Pfarre Graz-Ragnitz                                 | 1989 (err., Expositur 1975)                             | Hl. Bruder Klaus von der Flüe, 25. September | Pfarrkirche Graz-Ragnitz Messkapelle: Hl. Erlöser im Pflegeheim der Barmherzigen Brüder in Kainbach |      |
| Pfarre Graz-St. Leonhard                            | 1495 (gen. als Vikariat, Pfarrk. gen. 1361)             | Hl. Leonhard, 6. November                    | Pfarrkirche Graz-St. Leonhard Messkapellen: Kapelle am Friedhof St. Leonhard, Hl. Odilia im Odilien-Blindeninstitut, Unbefleckte Empfängnis im Haus der Barmherzigkeit, Hl. Josef im kath. Studentenhaus Leechgasse, Hl. Laurentius im Kapuzinerkloster, Hl. Kreuz im Altersheim der Kreuzschwestern, Hl. Erlöser im Kloster der Kongregation der Helferinnen, Unbefleckte Empfängnis im Haus der Vorauer Schwestern in Stifting, Christi Himmelfahrt im Vorauerhof, Unbefleckte Empfängnis im Luisenheim, Allerheiligstes Altarsakrament im Annaheim |      |

## Seelsorgeraum Graz-Südost
| Pfarre                                | Seit                                           | Patrozinium                              | Kirchen, Seelsorgestellen | Bild |
| ------------------------------------- | ---------------------------------------------- | ---------------------------------------- | --- | ---- |
| Pfarre Graz-Liebenau                  | 1949 (err., Pfarrk. erb. 1948)                 | Hl. Paulus, 29. Juni                     | Pfarrkirche Graz-Liebenau |      |
| Pfarre Graz-St. Christoph in Thondorf | 1981 (err., Expositur 1974, Pfarrk. erb. 1964) | Hl. Christoph, 24. Juli                  | Pfarrkirche Graz-St. Christoph Messkapellen: Hlgst. Dreifaltigkeit in Thondorf, Hl. Josef im Pfarrkindergarten |      |
| Pfarre Graz-St. Peter                 | 1294 (gen., Pfarrk. gen. 1258)                 | Hl. Petrus, 29. Juni                     | Pfarrkirche Graz-St. Peter Kirche: St. Rupert in Hohenrain Messkapellen: Hl. Kreuz-Kapelle am Friedhof, Hl. Petrus-Kapelle am Kirchhof, Hl. Johannes Nepomuk in Petersbergen, Gegeißelter Heiland in Raaba, Jesus und Maria in Moosbrunn, Maria Königin in Pachern, Marienkapelle in Dürwagersbach, Kapelle des Caritas-Pflegeheimes |      |
| Pfarre Graz-Süd                       | 1978 (err., Expositur 1971)                    | Christus der Auferstandene, Ostersonntag | Pfarrkirche Graz-Süd |      |
| Pfarre Graz-Waltendorf                | 1974 (err., Expositur 1969)                    | Hl. Paulus, 25. Jänner (Pauli Bekehrung) | Pfarrkirche Graz-Waltendorf Kapelle: Marienkapelle (Maria von der immerwährenden Hilfe) in der Waltendorfer Hauptstraße |      |

## Seelsorgeraum Graz-Südwest
| Pfarre / Seelsorgeeinheit                     | Seit                                                             | Patrozinium                                                   | Kirchen, Seelsorgestellen | Bild |
| --------------------------------------------- | ---------------------------------------------------------------- | ------------------------------------------------------------- | --- | ---- |
| Hauptpfarre Graz-Straßgang                    | vor 1147 (err., erb. um 1140)                                    | Hl. Maria im Elend, 15. August                                | Pfarrkirche Graz-Straßgang Kirchen: Florianikirche, Rupertikirche (Aribonenkirche), Schlosskirche St. Martin Messkapellen: Mariä Verkündigung im Altersheim (Caritas), Schmerzhafte Mutter in Windorf, Kapelle in Mantscha, Kapelle in Pirka                      |      |
| Krankenhausseelsorge LKH Graz II Standort Süd |                                                                  |                                                               | |      |
| Pfarre Feldkirchen                            | 1782 (alte Pfk. gen. 1144)                                       | Hl. Johannes der Täufer, 24. Juni                             | Pfarrkirche Feldkirchen bei Graz |      |
| Pfarre Graz-Christkönig                       | 1960 (err., Pfarrk. erb. 1955–59)                                | Christkönigsfest, letzter Sonntag im Kirchenjahr              | Pfarrkirche Graz-Christkönig Messkapelle: St. Johann und Paul |      |
| Pfarre Graz-Hl. Johannes Bosco                | 1936                                                             | Hl. Johannes Bosco, 31. Jänner                                | Pfarrkirche Graz-Hl. Johannes Bosco |      |
| Pfarre Graz-Hl. Schutzengel                   | 1932 (err., Allerheiligenkirche erb. 1423)                       | Hl. Schutzengel, 2. Oktober                                   | Pfarrkirche Graz-Hl. Schutzengel Kirche: Allerheiligenkirche |      |
| Pfarre Graz-Puntigam                          | 1975 (Expositur 1969, Matriken von Graz-Zentralfriedhof ab 1940) | Hl. Leopold, 15. November (Anb. Sonntag vor dem 15. November) | Pfarrkirche Graz-Puntigam Kapellen: Brauereikapelle Hl. Maria, Schönberger-Kapelle Hl. Christophorus |      |
| Pfarre Graz-St. Elisabeth in Webling          | 1991 (err., Pfarrk. erb. 1972, Expositur 1984)                   | Hl. Elisabeth von Thüringen, 19. November                     | Pfarrkirche Graz-St. Elisabeth Kirche: Anstaltskirche Hl. Kreuz in der Landesnervenklinik Sigmund Freud Messkapellen (in der Landesnervenklinik): Hausoratorium Unbefleckte Empfängnis der Barmherzigen Schwestern, Hauskapelle der Kreuzschwestern zum Hl. Kreuz |      |
| Pfarre Graz-St. Johannes                      | 1979 (Expositur 1974, Matriken von Graz-Zentralfriedhof ab 1940) | Hl. Johannes Evangelist, 27. Dezember                         | Pfarrkirche Graz-St. Johannes Kirche: Gekreuzigter Heiland am Zentralfriedhof (Pfarre 1940–1996) |      |